# GATA4
GATA4 (англ. GATA binding protein 4) – білок, який кодується однойменним геном, розташованим у людей на короткому плечі 8-ї хромосоми. Довжина поліпептидного ланцюга білка становить 442 амінокислот, а молекулярна маса — 44 565.
| 10         |  | 20         |  | 30         |  | 40         |  | 50         |
| ---------- |  | ---------- |  | ---------- |  | ---------- |  | ---------- |
| MYQSLAMAAN |  | HGPPPGAYEA |  | GGPGAFMHGA |  | GAASSPVYVP |  | TPRVPSSVLG |
| LSYLQGGGAG |  | SASGGASGGS |  | SGGAASGAGP |  | GTQQGSPGWS |  | QAGADGAAYT |
| PPPVSPRFSF |  | PGTTGSLAAA |  | AAAAAAREAA |  | AYSSGGGAAG |  | AGLAGREQYG |
| RAGFAGSYSS |  | PYPAYMADVG |  | ASWAAAAAAS |  | AGPFDSPVLH |  | SLPGRANPAA |
| RHPNLDMFDD |  | FSEGRECVNC |  | GAMSTPLWRR |  | DGTGHYLCNA |  | CGLYHKMNGI |
| NRPLIKPQRR |  | LSASRRVGLS |  | CANCQTTTTT |  | LWRRNAEGEP |  | VCNACGLYMK |
| LHGVPRPLAM |  | RKEGIQTRKR |  | KPKNLNKSKT |  | PAAPSGSESL |  | PPASGASSNS |
| SNATTSSSEE |  | MRPIKTEPGL |  | SSHYGHSSSV |  | SQTFSVSAMS |  | GHGPSIHPVL |
| SALKLSPQGY |  | ASPVSQSPQT |  | SSKQDSWNSL |  | VLADSHGDII |  | TA         |

A: Аланін

C: Цистеїн

D: Аспарагінова кислота

E: Глутамінова кислота

F: Фенілаланін

G: Гліцин

H: Гістидин

I: Ізолейцин

K: Лізин

L: Лейцин

M: Метіонін

N: Аспарагін

P: Пролін

Q: Глутамін

R: Аргінін

S: Серин

T: Треонін

V: Валін

W: Триптофан

Кодований геном білок за функцією належить до активаторів. 
Задіяний у таких біологічних процесах, як транскрипція, регуляція транскрипції, альтернативний сплайсинг. 
Білок має сайт для зв'язування з іонами металів, іоном цинку, ДНК. 
Локалізований у ядрі.